# Jürgen Schröder (Wasserballspieler)
Jürgen Schröder (* 16. Dezember 1960 in Hamm) ist ein ehemaliger deutscher Wasserballspieler, der eine olympische Bronzemedaille gewann und 1981 Europameister wurde. 
Schröder spielte für den SC Rote Erde Hamm, mit dem er 1979 und 1984 deutscher Vizemeister wurde. Ab 1981 gehörte er zur deutschen Nationalmannschaft, mit der er 1981 den Titel bei der Europameisterschaft gewann. Bei der Weltmeisterschaft 1982 in Guayaquil erreichte die deutsche Mannschaft den dritten Platz. Bei den Olympischen Spielen 1984 in Los Angeles war die deutsche Mannschaft ein Mitfavorit, mit dem Gewinn der Bronzemedaille hinter den Jugoslawen und den amerikanischen Gastgebern gelang dem Team der einzige olympische Medaillengewinn nach 1945.
Jürgen Schröder war offensiver Mittelfeldspieler, er absolvierte insgesamt über 100 Länderspiele für die Bundesrepublik Deutschland.